# مجهرية إلكترونية بردية نافذة

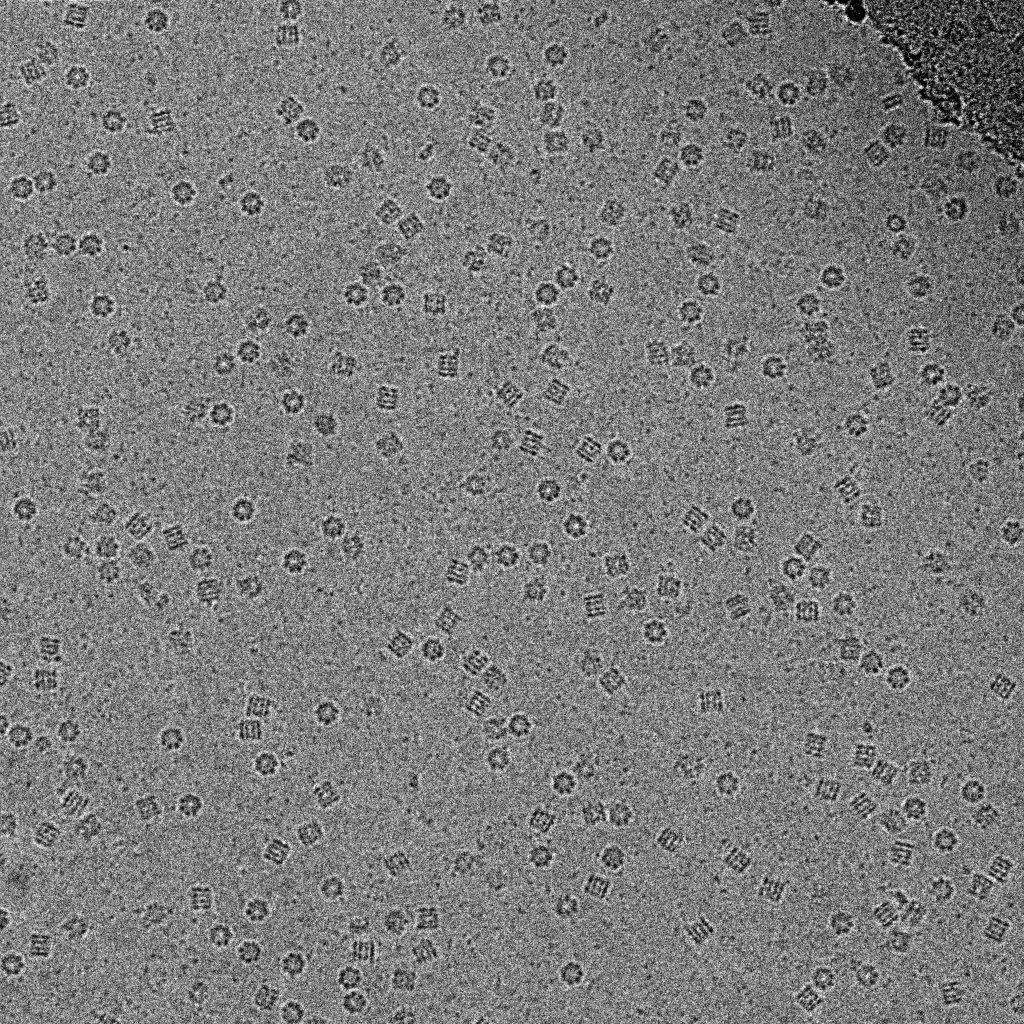
صورة بالمجهر الإلكتروني البردي النافذ لشابرون GroEL في جليد لابلوري، مكبرة 50 ألف مرة.

المجهرية الإلكترونية البردية النافذة (بالإنجليزية: Transmission electron cryomicroscopy)‏ واختصارا «كرايو تيم: Cryo-TEM» هي نوع من المجهرية الإلكترونية البردية (cryo-EM)، وبشكل خاص نوع من مجهرية النفاذ الإلكتروني (TEM) تتم فيها دراسة العينات في درجات حرارة فائقة البرودة (في العادة درجة حرارة سائل النيتروجين). وتحضى هذه التقنية بشعبية واستخدام متزايد في علم الأحياء البنيوي.
ترجع فائدة استخدام المجهرية الإلكترونية البردية النافذة إلى حقيقة أنها تسمح بمشاهدة العينات من دون صبغها أو معالجتها بأي طريقة كانت، وإظهارها في بيئتها الطبيعية. على عكس علم البلورات السيني الذي يتطلب بلورة العينات -والتي يمكن أن تكون صعبة- ووضعها في بيئات غير فسيولوجية، وهذا يمكن أن يقود في بعض الأحيان إلى تغيرات بنيوية لا علاقة لها بالوظيفة.
سمح التقدم الحديث في تقنية المستشعرات وخوارزميات البرامج بتحديد بُنى الجزيئات الضخمة بدقة تقارب المستوى الذري بواسطة المجهرية الإلكترونية البردية، ومن هذه الجزيئات: الفيروسات، الريبوسومات، المتقدرات، قنوات الأيونات، والمركبات الإنزيمية. اعتبارا من سنة 2018 يمكن تطبيق كرايو إيم (cryo-EM) على جزيئات بصغر الهيموغلوبين (64 كدالتون) مع دقة تصل إلى 1.8 أنغستروم. البنى المحددة بواسطة المجهرية الإلكترونية البردية تمثل حاليا حوالي 2% من البنى الموجودة في بنك بيانات البروتين، لكن هذا الرقم في ارتفاع سريع، حيث تُنشَر الكثير من البنى المكتشفة عبر كرايو إيم كل سنة.
أحد تطبيقات المجهرية الإلكترونية البردية هي التصوير المقطعي الإلكتروني البردي الذي يمكن بواسطته تشكيل هيئة ثلاثية الأبعاد للعينة من الصور ثنائية الأبعاد الملتقطة من زوايا مختلفة.